# Basura espacial

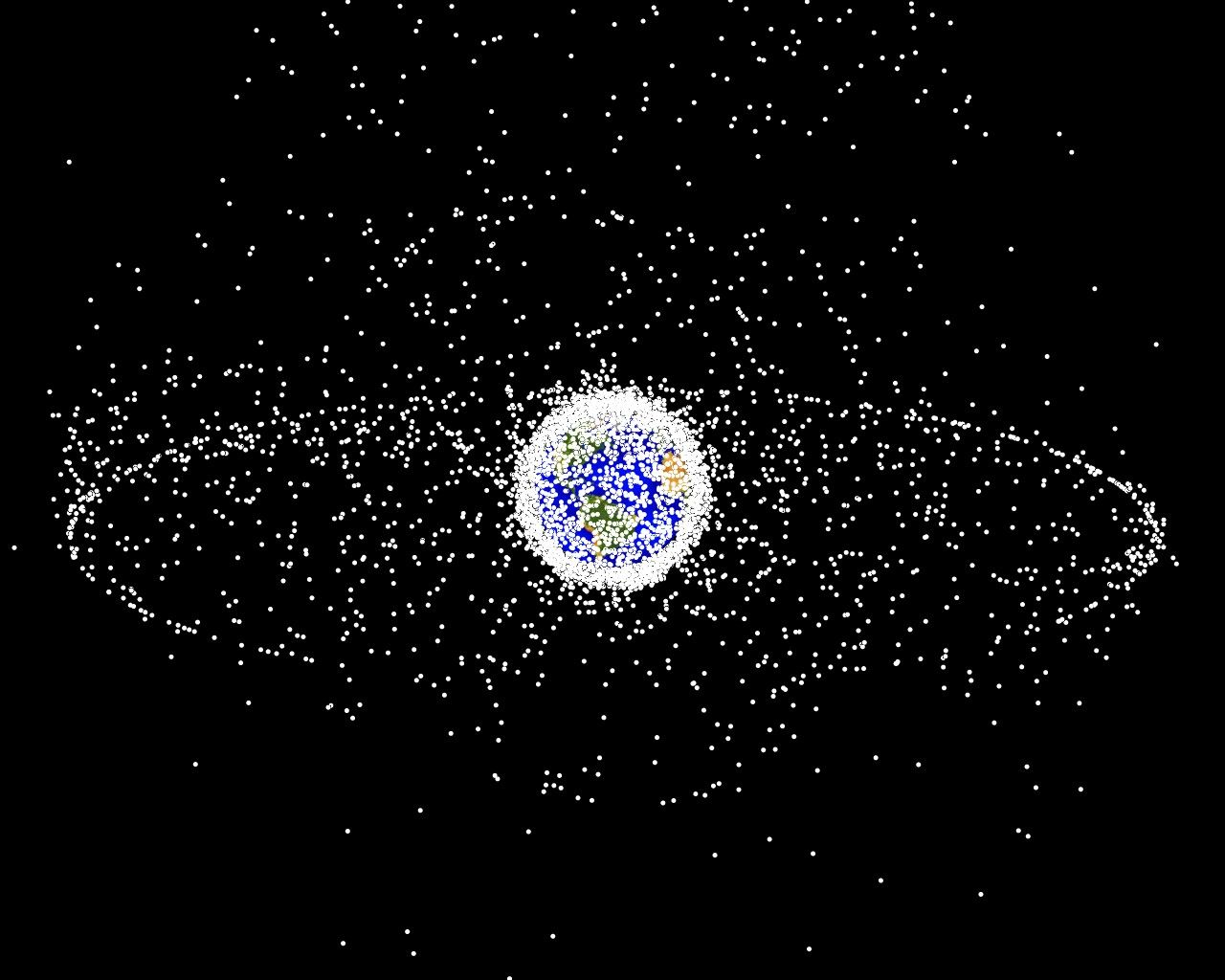
Una imagen generada por computadora que representa los desechos espaciales como se puede ver desde la órbita terrestre alta. Los dos campos de escombros principales son el anillo de objetos en la órbita terrestre geosincrónica (GEO) y la nube de objetos en la órbita terrestre baja (LEO).

La basura espacial (también conocida como desechos espaciales, contaminación espacial, desperdicio espacial) es un término para designar objetos artificiales difuntos en el espacio, principalmente en la órbita terrestre, que ya no cumplen una función útil. Esto puede incluir naves espaciales no funcionales, etapas abandonadas de vehículos de lanzamiento, escombros relacionados con la misión y escombros de fragmentación. 
Los ejemplos de desechos espaciales incluyen satélites abandonados y etapas de cohetes gastados, así como los fragmentos de su desintegración, erosión y colisiones, como manchas de pintura, líquidos solidificados por desintegración de naves espaciales, partículas no quemadas de motores de cohetes sólidos, etc. Los desechos espaciales representan un riesgo para las naves espaciales.

## Contexto

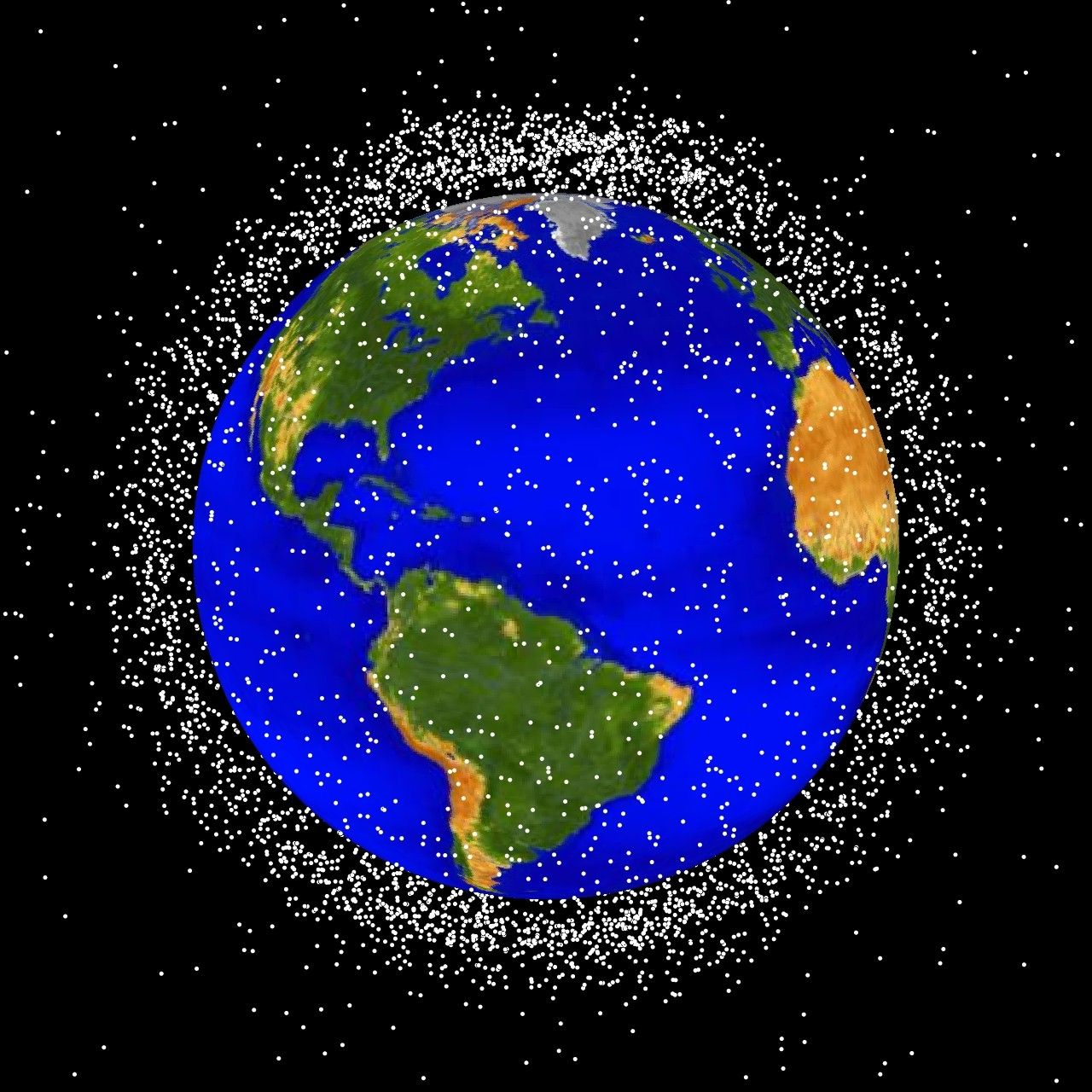
Basura espacial localizada en órbita baja terrestre.

Los desechos espaciales suelen ser una externalidad negativa: crean un costo externo para otros a partir de la acción de lanzar o usar una nave espacial en una órbita cercana a la Tierra, un costo que el lanzador o propietario de la carga útil normalmente no tienen en cuenta. Varias naves espaciales, tanto tripuladas como no tripuladas, han sido dañadas o destruidas por escombros espaciales. La medición, mitigación y eliminación potencial de escombros son realizadas por algunos participantes en la industria espacial.
La basura espacial se ha convertido en una preocupación cada vez mayor en estos últimos años, puesto que las colisiones a velocidades orbitales pueden ser altamente perjudiciales para el funcionamiento de los satélites y pueden también producir aún más basura espacial en un proceso llamado Síndrome de Kessler. La estación espacial Internacional  está blindada para atenuar los daños debido a este peligro.
En español también se denomina a esta basura espacial "debris", que es como suele denominarse en inglés (su traducción es escombro), aunque el término no está recogido aún en la RAE. Suele aparecer tanto en textos científicos como en obras de ciencia ficción, por ejemplo, el manga Planetes o la película Gravity, también en WALL·E.

## Problemas y riesgos
La basura espacial es un tema de preocupación que sin duda comenzará pronto a tomar importancia, pese al pequeño tamaño de la mayor parte de los fragmentos, las vertiginosas velocidades a las que están sometidas hacen de estos una seria amenaza a cualquier misión que pueda ser efectuada en un futuro próximo.

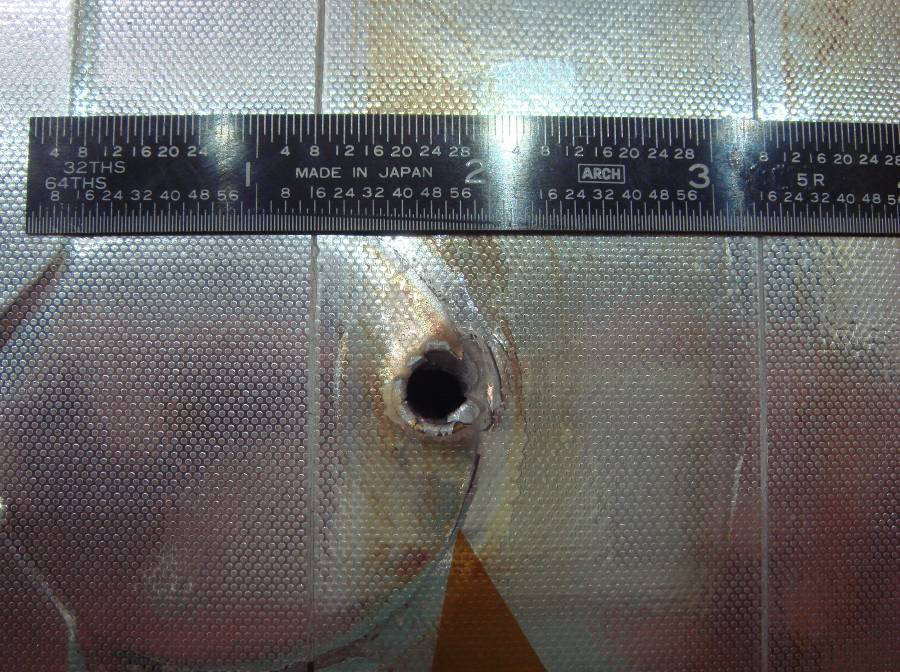
El transbordador espacial Endeavour tuvo un gran impacto en su radiador durante STS-118. El orificio de entrada mide aproximadamente 5,5 mm, y el orificio de salida es el doble de grande.

Desde 1991 se han registrado al menos tres colisiones en la órbita terrestre por culpa de la basura espacial. Estas colisiones se irán multiplicando y, a la vez, aumentarán los objetos peligrosos en órbita. La progresión matemática calculada por los expertos cifran en más de 18 choques al año como el número de accidentes producidos por estas chatarras para dentro de dos siglos.
La primera maniobra oficial de la evitación de la colisión de la lanzadera espacial STS-48 fue durante septiembre de 1991. Un encendido del sistema de control durante 7 segundos se realizó para evitar un posible encuentro con restos del satélite 955 de cosmos.[cita requerida]
Los expertos reconocen que hacer frente a este problema es complicado y costoso, por lo que sería necesario que los investigadores idearan nuevos métodos para solucionar esta clase de problemas.
La basura espacial ha puesto en peligro incluso a los tripulantes de la Estación Espacial Internacional. Aunque los desperdicios pasaron a 250 metros, los seis astronautas que permanecían a bordo se vieron obligados a realizar una evacuación de emergencia y a refugiarse en las dos naves Soyuz acopladas a la estación.

## Medidas preventivas

### Principales medidas
Entre las medidas que se están comenzando a tomar para evitar riesgos se encuentran:
- Estudio y medida de objetos mediante radar, así como mediante telescopios ópticos.

- Intento de reducir el número de objetos que puedan convertirse en basura espacial.

- Establecimiento de acuerdos internacionales.

### Proyecto de la Agencia Espacial Rusa
En el año 2014, la Agencia Espacial Federal Rusa propuso un proyecto de construcción de un aparato que iría eliminando una parte de la basura espacial, comenzando en la órbita geoestacionaria. Según el proyecto, el costo sería de aproximadamente 10 mil millones de rublos (300 millones de dólares) y el plazo del proyecto está proyectado entre los años 2016 y 2025. El proyecto consiste en un aparato de unas 4 toneladas que en cada lanzamiento sería capaz de sacar de la órbita unos 10 satélites, en el lapso de 6 meses. Lo que haría el aparato es llevar los satélites inservibles a una órbita cementerio (de mayor altura que la geoestacionaria).

### ClearSpace One
En 2018 la Escuela Politécnica Federal de Lausana desarrolló el satélite ClearSpace One, el primer satélite experimental que se encargará de limpiar la basura espacial que rodea la atmósfera en el año 2025 aproximadamente.

## Cantidad

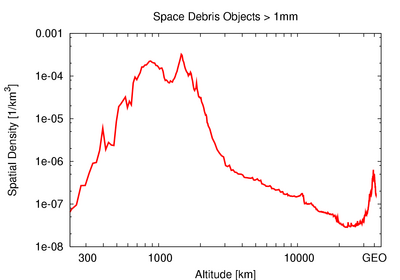
Densidad espacial de la basura espacial por altitud, según ESA MASTER-2001.

Los acontecimientos de la explosión de las etapas superiores de los cohetes de lanzamiento suponen la contribución más importante al problema de la basura espacial. Cerca de 100 toneladas de fragmentos generados durante aproximadamente 200 explosiones todavía están en órbita. La basura espacial se concentra más en órbita baja de la tierra, aunque algo se extiende hacia más allá de la órbita geoestacionaria.
A finales de 2003 había unos 10 000 objetos catalogados. No obstante, se estima en más de 50 000 el número de objetos mayores de un centímetro.
Según la revista Nature, EE. UU. tiene fichados en la actualidad más de 9000 objetos artificiales, con un peso total que supera las cinco toneladas. La mayor parte de estos aparatos están en ruina y constituyen un gran riesgo para las misiones espaciales.
Según el informe de la Oficina del Programa de la NASA de Restos Orbitales se estima que existen 18 000 escombros de satélites y cohetes orbitando nuestro planeta. Aunque el 2015 terminó sin superar los 17 000 objetos, la cifra ascendió a 17 729 a mitad de 2016.
La cifra en el año 2022 llegó a más de 30 000 objetos, entre ellos la gran mayoría son satélites más pequeños que pesan entre 100 y 1000 kilogramos. 